# Ordînți, Teofipol
Ordînți (în ucraineană Ординці) este localitatea de reședință a comunei Ordînți din raionul Teofipol, regiunea Hmelnîțkîi, Ucraina.

## Demografie
Componența lingvistică a localității Ordînți
     Ucraineană (99,06%)
     Alte limbi (0,95%)
Conform recensământului din 2001, majoritatea populației localității Ordînți era vorbitoare de ucraineană (99,06%), existând în minoritate și vorbitori de alte limbi.